# 82.ª Brigada Mixta (Ejército Popular de la República)
La 82.ª Brigada Mixta fue una unidad del Ejército Popular de la República creada durante la Guerra Civil Española. Llegó a operar en los frentes de Teruel y Levante, teniendo una participación destacada durante la batalla de Teruel.

## Historial
La unidad fue creada en marzo de 1937 en el sector oriental del frente de Teruel, empleándose para ello a un batallón del POUM, milicianos anarquistas y tropas regulares. Para la jefatura de la brigada fue nombrado el comandante de infantería Rafael Blasco Borreguero, mientras que el capitán de infantería Gabriel Rodríguez Cabezas fue nombrado jefe de Estado Mayor; como comisario se designó a Melecio Álvarez Garrido. La Brigada fue asignada a la 40.ª División del XIII Cuerpo de Ejército.
El 11 de julio la 82.ª BM participó en la ofensiva de Albarracín, en apoyo del ataque emprendido por la 61.ª Brigada Mixta.
A finales de diciembre de 1937 la brigada participó en la ofensiva republicana sobre Teruel, durante la cual tuvo una actuación destacada. El día 14  atacó las posiciones franquistas en el Puerto de Escandón —que logró atravesar el día 16—, prosiguiendo su avance hacia Teruel por la carretera de Sagunto, ocupando por el camino las localidades de Castellar y Castralvo. El día 22, tras eliminar la resistencia franquista en «El Mansueto», la brigada tomó al asalto el barrio de San Julián y la estación de ferrocarril; la tarde del mismo día también se hizo con la plaza del Torico. El 1 de enero de 1938, tras haberse retirado precipitadamente de sus posiciones, regresó a la ciudad para continuar el asedio. Los restos de la guarnición de Teruel terminarían capitulando el 8 de enero, con lo que la ciudad quedó definitivamente en manos republicanas.
Durante la batalla del Alfambra la unidad tuvo una actuación muy discutida en la defensa de Sierra Palomera, que perdió ante la ofensiva enemiga. Además, en su retirada la 82.ª Brigada Mixta sufrió tal cantidad de bajas que al final, cuando se reorganizó en la retaguardia, su tamaño se había reducido a apenas un batallón.
Con posterioridad la unidad fue asignada a la 64.ª División del XIX Cuerpo de Ejército, tomando parte en la campaña de Levante. Al terminar las operaciones —tras el comienzo de la batalla del Ebro—, la 82.ª BM pasó a formar parte de la 5.ª División, unidad con la que permaneció hasta el final de contienda.

## Mandos
Comandantes
- Comandante de infantería Rafael Blasco Borreguero;
- Comandante de infantería José García López;
- Comandante de infantería Jesús Valdés Oroz;[9]
- Capitán de milicias Fernando Cortacáns del Cerro;

Comisarios
- Melecio Álvarez Garrido, de la CNT;[10]

Jefes de Estado Mayor
- capitán de infantería Gabriel Rodríguez Cabezas;
- capitán de milicias Fernando Cortacáns del Cerro;